# Holbæk Kommune (1970–2006)
| Strukturdaten       | Strukturdaten  |
| ------------------- | -------------- |
| Sitz der Verwaltung | Holbæk         |
| Fläche              | 159,47 km²     |
| Einwohner           | 34.672 (2004)  |
| Kommune seit 2007   | Holbæk Kommune |
| Website             | www.holbaek.dk |

Die Holbæk Kommune war bis Dezember 2006 eine dänische Kommune im damaligen Vestsjællands Amt im Nordwesten der dänischen Hauptinsel Seeland. Seit Januar 2007 ist sie zusammen mit den ehemaligen Kommunen Jernløse, Svinninge, Tornved und Tølløse Teil der neuen Holbæk Kommune.